# Ronald N. Bracewell
Pour les articles homonymes, voir Bracewell.
Ronald Newbold Bracewell (22 juillet 1921 – 12 août 2007) est un astronome et physicien australien impliqué dans le programme SETI. Il a été le professeur de génie électrique de Lewis M. Terman et membre du Space, Telecommunications and Radioscience Laboratory de l'Université Stanford.

## Études
Bracewell est né à Sydney, en Australie, en 1921. Il a fait ses études au Sydney Boys High School. Il est diplômé de l'Université de Sydney en 1941 en mathématiques et en physique. Il reçoit son B.E en 1943 puis son M.E. en 1948 puis travaille au Engineering Department et devient par la suite président de la Oxometrical Society. Durant la Seconde Guerre mondiale, il développe la technologie des micro-ondes radars au sein du Radiophysics Laboratory of the Commonwealth Scientific and Industrial Research Organisation, à Sydney, sous la direction de Joseph Lade Pawsey et de Edward George Bowen. De 1946 à 1949, il est étudiant-chercheur au Sidney Sussex College, de Cambridge, où il travaille sur l'ionosphère au sein du Cavendish Laboratory. Il y obtient son Ph.D. en physique, sous la responsabilité de John Ashworth Ratcliffe.

## Carrière
D'octobre 1949 à septembre 1954, le Dr Bracewell est Senior Research Officer au sein du Radiophysics Laboratory du CSIRO de Sydney; il y travaille sur la propagation des ondes et sur la radioastronomie.

## Publications
- Bracewell, R.N. et Pawsey, J.L., Radio Astronomy, Oxford, 1955
- Bracewell, R.N., Radio Interferometry of Discrete Sources, Proceedings of the IRE, janvier 1958
- Bracewell, Ronald N. (éd.), Paris Symposium on Radio Astronomy, IAU Symposium no. 9 and URSI Symposium no. 1, tenu le 30 juillet 1958 – 6 août 1958, Stanford Univ. Press, Stanford, CA, 1959
- Bracewell, R.N., The Fourier Transform and Its Applications, McGraw-Hill, 1965
- Bracewell, R.N., Trees on the Stanford Campus, Stanford, Samizdat, 1973
- Bracewell, R.N., The Galactic Club: Intelligent Life in Outer Space, Portable Stanford, Alumni Association, 1974
- Bracewell, R.N., The Hartley Transform, Oxford University Press, 1986
- Bracewell, R.N., Two-Dimensional Imaging, Prentice-Hall, 1995
- Bracewell, R.N., Fourier Analysis and Imaging, Plenum, 2004
- Bracewell, R.N., Trees of Stanford and Environs, Stanford Historical Society, 2005